# فرودگاه بین‌المللی چنای
فرودگاه بین‌المللی چنای (به انگلیسی: Chennai International Airport) (به زبان بومی: Madras Airport) یک فرودگاه همگانی مسافربری با کد یاتا MAA است که یک باند فرود آسفالت دارد و طول باند آن ۳۶۵۸ متر است. این فرودگاه در شهر چنای کشور هند قرار دارد و در ارتفاع ۱۶ متری از سطح دریا واقع شده‌است.

## شرکت‌های هواپیمایی و مقصدهای پروازی
Domestic flights operate from the Kamaraj Terminal, while the Anna Terminal is used for international flights. The old terminal at Meenambakkam is used for cargo operations. The airport serves as the regional headquarters of the Airports Authority of India for the southern region of India comprising the states of تامیل نادو، آندرا پرادش، تلانگانا، کارناتاکا, and کرالا and the union territories of پودوچری and لاکشادویپ.

### مسافری
| شرکت‌های هواپیمایی                      | مقصدهای پروازی |
| -------------------------------------- | --- |
| ایر عربیا                              | شارجه |
| ایرآسیا                                | کوالالامپور |
| ایر استرال                             | رولاند گرو |
| ایر ایندیا                             | سردار ولابهبهی پتل، بنگالورو، کویمباتور، باندرانیکی، ایندیرا گاندی، دوبی، شارل دوگل پاریس، دابولیم، راجیو گاندی، کوچین، نتاجی سبهاش چندر بوس، کویت، مادوری، چاتراپاتی شیواجی، مسقط, ویر سوارکار، شارجه، چانگی سنگاپور، تریواندروم |
| ایر ایندیا اکسپرس                      | چانگی سنگاپور, تریواندروم |
| ایر موریشوس                            | سر سیوساگور رامگولام |
| باتیک ایر                              | انگوراه رای، کوالالامپور، کوالا نامو (آغاز از ۲۶ اوت ۲۰۱۷) |
| بریتیش ایرویز                          | هیترو لندن |
| کاتای پاسیفیک                          | هنگ کنگ |
| هواپیمایی امارات                       | دوبی |
| هواپیمایی اتحاد                        | ابوظبی |
| فلای‌دبی                                | دوبی |
| GoAir                                  | سردار ولابهبهی پتل، راجیو گاندی (برقراری مجدد از ۲۹ اکتبر ۲۰۱۷), نتاجی سبهاش چندر بوس (برقراری مجدد از ۲۹ اکتبر ۲۰۱۷), چاتراپاتی شیواجی، ویر سوارکار، پون |
| گلف ایر                                | بحرین |
| ایندی‌گو                                | اگرتلا، سردار ولابهبهی پتل، باگدوگرا، بنگالورو، بیجو پاتنایک، چندی‌گر، کویمباتور، ایندیرا گاندی، حمد، دوبی، دابولیم, لوکپریرا گوپیناز بوردولوئی، راجیو گاندی، دیوی اهیلیابای هولکار، جایپور، کوچین، نتاجی سبهاش چندر بوس، اماوسی، مادوری، منگالور، چاتراپاتی شیواجی، مسقط، ویر سوارکار، پون، بیرسا موندا, راجپور، چانگی سنگاپور، تریواندروم، بنارس، ویساکاپاتنام |
| کویت ایرویز                            | کویت |
| لوفت‌هانزا                              | فرانکفورت (پایان در ۲۸ اکتبر ۲۰۱۷) |
| لوفت‌هانزا اجرا توسط لوفت‌هانزا سیتی‌لاین | فرانکفورت (آغاز از ۲۹ اکتبر ۲۰۱۷) |
| مالزی ایرلاینز                         | کوالالامپور |
| Maldivian                              | شاه‌جلال، ابراهیم نصیر |
| عمان ایر                               | مسقط |
| هواپیمایی قطر                          | حمد |
| هواپیمایی سعودی                        | ملک عبدالعزیز، ملک خالد |
| Scoot                                  | چانگی سنگاپور |
| سیلک‌ایر                                | چانگی سنگاپور |
| سنگاپور ایرلاینز                       | چانگی سنگاپور |
| اسپایس‌جت                               | اگرتلا، سردار ولابهبهی پتل، باگدوگرا، بنگالورو، کویمباتور، باندرانیکی، ایندیرا گاندی، دابولیم، راجیو گاندی، کوچین، نتاجی سبهاش چندر بوس، کالیکوت، مادوری، چاتراپاتی شیواجی، لوک نایاک جایاپراکاش، ویر سوارکار، پون، توتوکودی، ویجیاوادا، ویساکاپاتنام |
| سریلانکان ایرلاینز                     | باندرانیکی |
| تای ایرآسیا                            | دن موئنگ |
| تای ایرویز اینترنشنال                  | سووارنابومی |
| TruJet                                 | راجیو گاندی، راجا هموندری، ویجیاوادا |

### باری
| شرکت‌های هواپیمایی           | مقصدهای پروازی                                                                                             |
| --------------------------- | --- |
| آئرولوگیک                   | فرانکفورت، شاه‌جلال                                                                                         |
| بلو دارت اوییشن             | بنگالورو، کویمباتور، ایندیرا گاندی، راجیو گاندی، نتاجی سبهاش چندر بوس، چاتراپاتی شیواجی                    |
| British Airways World Cargo | استانستد لندن                                                                                              |
| کارگولوکس                   | کوالالامپور، مسقط، لوگزامبورگ - فیندل، شارجه                                                               |
| کاتای پاسیفیک               | اسخیپول آمستردام، باندرانیکی، فرانکفورت، هنگ کنگ، ایندیرا گاندی، بنگالورو، منچستر، چاتراپاتی شیواجی        |
| چاینا کارگو ایرلاینز        | سووارنابومی، پکن، چنگدو شوانگلیو، بایون گوآنگجو، هنگ کنگ، چاتراپاتی شیواجی، شانگهای پودنگ، تائویوان تایوان |
| امارات اسکای‌کارگو           | آل مکتوم، هیترو لندن                                                                                       |
| هواپیمایی اتیوپی            | بوول، هنگ کنگ                                                                                              |
| هواپیمایی اتحاد             | ابوظبی، هنگ کنگ، شانگهای پودنگ                                                                             |
| فیتس‌ایر                     | بنگالورو، کویمباتور، باندرانیکی، کوچین، چاتراپاتی شیواجی، تیروچیراپالی، تریواندروم                         |
| کورین ایر                   | سووارنابومی، چنگدو شوانگلیو، استانستد لندن، اینچئون، تائویوان تایوان                                       |
| لوفت‌هانزا کارگو             | فرانکفورت، راجیو گاندی، شارجه                                                                              |
| ام‌ای‌اس کارگو                | بنگالورو، کوالالامپور                                                                                      |
| نپتون ایر                   | کوالالامپور، چانگی سنگاپور، تائویوان تایوان                                                                |
| هواپیمایی قطر               | بنگالورو، حمد                                                                                              |
| Quikjet Cargo               | بنگالورو، ایندیرا گاندی، راجیو گاندی، چاتراپاتی شیواجی                                                     |
| سنگاپور ایرلاینز کارگو      | اسخیپول آمستردام، بروکسل، دالاس-فورت ورث، لس‌آنجلس، شارجه، چانگی سنگاپور                                    |
| Southern Air                | هنگ کنگ، شارجه، چانگی سنگاپور                                                                              |
| سریلانکان ایرلاینز          | شاه امانت، باندرانیکی، ماتالا، هنگ کنگ                                                                     |
| Transmile Air Services      | سووارنابومی، بایون گوآنگجو، کوالالامپور، چانگی سنگاپور، کویت                                               |
| ترکیش ایرلاینز              | آتاترک، باندرانیکی                                                                                         |
| Uni-Top Airlines            | کون‌مینگ، ووهان تیانهه                                                                                      |

### Chartered and other airlines
Chartered airlines operating at Chennai airport include سانوهه تانگشان, TAJ, فریدمن ممریال, Swajas, India Cement, Indira Air, Reliance, Orient Flying School, Omega, Lakshmi Mills, and Rainbow Air. The Indian Air Force and Coast Guard also use the airport for their operations.